# Michael Essien
Michael Essien (født 3. december 1982) er en ghanesisk fodboldspiller. Han er 177 cm høj og vejer 85 kg. Han har gennem karrieren spillet for en række europæiske storhold, blandt andet Real Madrid, Chelsea og Olympique Lyon. Han er i dag en del af FC Nordsjællands trænerteam.

## Karriere

### Real Madrid C.F.
I den efterfølgende sommerpause blev Essien udlejet til Real Madrid. Den 1-årige lejeaftale blev gennemført den 31. august 2012 og genforenede ham dermed med sin tidligere manager José Mourinho. I januar 2014 skiftede Essien til AC Milan.

## Titler

### Klub
Lyon
- Ligue 1 (2): 2003–04, 2004–05
- Trophée des Champions (2): 2003, 2004

Chelsea
- Premier League (2): 2005–06, 2009–10
- FA Cup (4): 2006–07, 2008–09, 2009–10, 2011–12
- League Cup (1): 2006–07
- FA Community Shield (1): 2009
- UEFA Champions League (1): 2011–12

### Individuelle
- BBC African Footballer of the Year: 2006
- Chelsea Goal of the season: 2006–07 vs Arsenal
- Africa Cup of Nations 2008 - Team of the Tournament
- Chelsea Player of the Year: 2007
- Ligue 1 Team of the Year: 2003
- Ligue 1 Team of the Year: 2005